# Palaeomiliolina
Palaeomiliolina, en ocasiones erróneamente denominado Paleomiliolina, es un género de foraminífero bentónico de la familia Spiroloculinidae, de la superfamilia Milioloidea, del suborden Miliolina y del orden Miliolida. Su especie tipo es Spirophthalmidium monstruosum. Su rango cronoestratigráfico abarca desde el Bajociense (Jurásico medio) hasta el Kimmeridgiense (Jurásico superior).

## Clasificación
Palaeomiliolina incluye a las siguientes especies:
- Palaeomiliolina costata †
- Palaeomiliolina egmontensis †
- Palaeomiliolina jomdaensis †
- Palaeomiliolina judicariensis †
- Palaeomiliolina laguncula †
- Palaeomiliolina lata †
- Palaeomiliolina monstruosum †
- Palaeomiliolina tenuis †
- Palaeomiliolina tibetica †